# Campaña Reúne

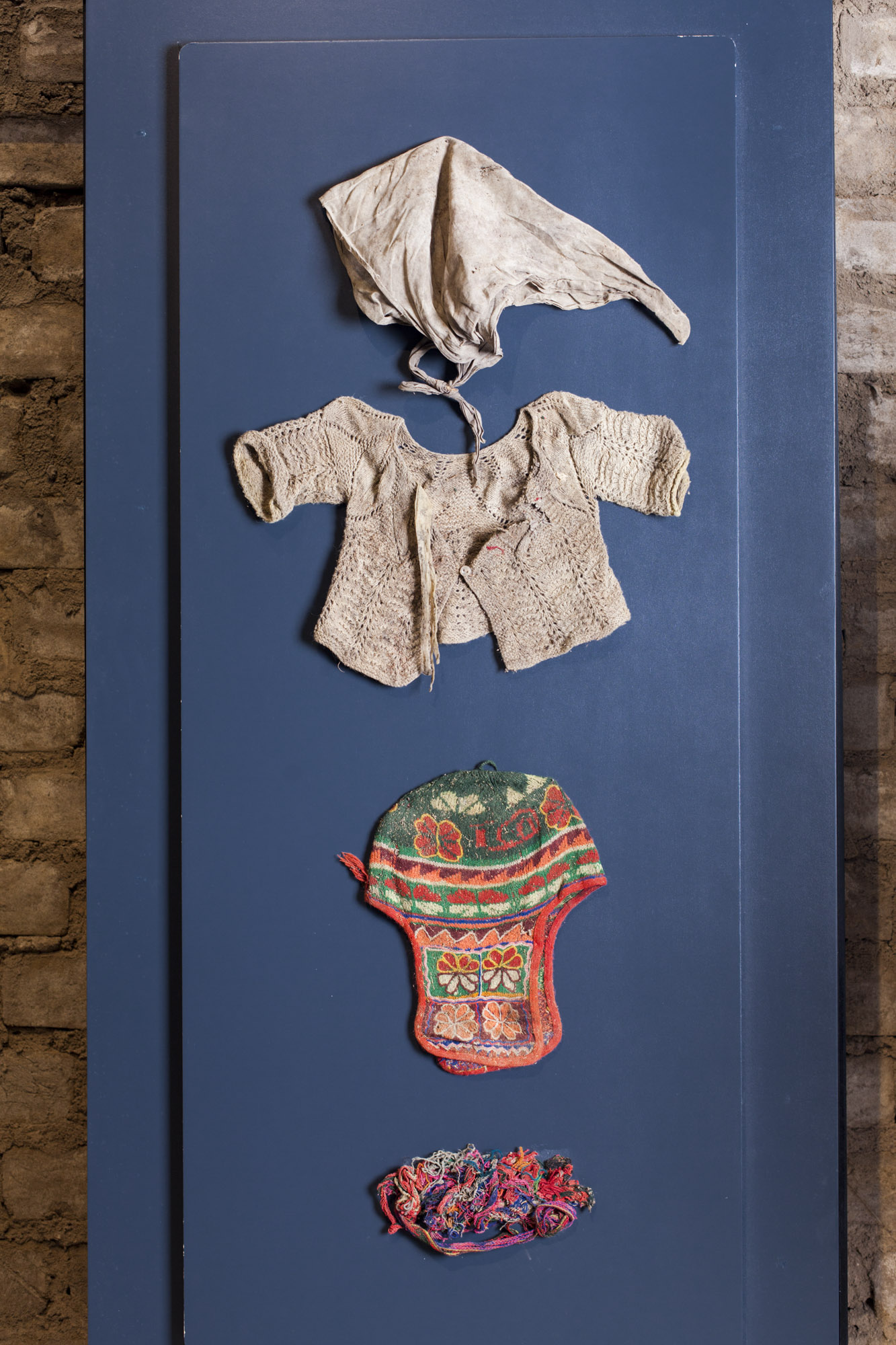
Prendas exhumadas de niños enterrados en una fosa clandestina del ejército.

Reúne es una campaña ciudadana impulsada por los familiares de personas desaparecidas en el Perú entre 1980-2000, agrupados en la Coordinadora Nacional de Víctimas de la Violencia Política - CONAVIP , la Asociación Nacional de Familiares de Secuestrados, Detenidos y Desaparecidos del Perú - ANFASEP y la Asociación Nacional de Familiares de Asesinados, Desaparecidos, Ejecutados Extrajudicialmente, Desplazados y Torturados - ANFADET. La demanda de la campaña es intensificar la búsqueda de personas desaparecidas durante el período de violencia 1980-2000, en el marco de una ley que garantice la identificación forense de los restos, la realización de rituales fúnebres y un servicio público de acompañamiento emocional a las familias. La iniciativa de las asociaciones de familiares fue apoyada por la Conferencia Episcopal Peruana, el Concilio Nacional Evangélico y la Defensoría del Pueblo, así como del Comité Internacional de la Cruz Roja y el Grupo de Trabajo de las Naciones Unidas sobre Desapariciones Forzadas o Involuntarias. La campaña se inició en agosto de 2015 y poco menos de un año después, una Ley de Búsqueda de personas desaparecidas en el período de violencia 1980-200 fue aprobada por el Congreso Peruano y luego promulgada por el presidente de la República Ollanta Humala. La campaña combinó actividades de incidencia y presencia en el espacio público, participación de personajes públicos (personajes de tv, deportistas, artistas, etc.), declaraciones de parlamentarios peruanos, entre otras actividades. Su principal medio fue la plataforma Facebook, donde se empleó una página de seguidores para difundir información sobre la necesidad de la ley y sensibilizar a la sociedad y liberar materiales nuevos y de archivo útiles para acompañar la demanda de los familiares en redes sociales.

## Problemática de los familiares de las personas desaparecidas

### Antecedentes
Reúne es una campaña diseñada para legitimar públicamente la necesidad de una ley que acelere la búsqueda de personas desaparecidas en el Perú y garantice la identificación forense de sus restos en los casos que corresponda. Asimismo, se propuso visibilizar la situación y demandas de los familiares de las personas desaparecidas. Por ello, su estrategia fue acompañar el proceso de aprobación de una ley de búsqueda de personas desaparecidas en el Perú.

### Ley de búsqueda de personas desaparecidas
La Ley 30470 o Ley de búsqueda de personas desaparecidas durante el período de violencia 1980-2000 tiene por finalidad “priorizar el enfoque humanitario durante la búsqueda de las personas desaparecidas en el período 1980 – 2000, articulando esfuerzos entre las entidades públicas y privadas involucradas para la recuperación, identificación y restitución de restos humanos, cuando sea el caso”.

### Proceso de creación de la ley
En 2008 se formó la Mesa de Trabajo sobre Búsqueda de Personas Desaparecidas, integrada por CONAVIP, el Ministerio de Salud, Instituto de Medicina Legal, Comisión Multisectorial de Alto Nivel, la Defensoría del Pueblo, la Red para la Infancia y la Familia – Perú, el Centro de Atención Psicosocial, Wiñastin, Equipo Peruano de Antropología Forense, Paz y Esperanza, Centro de Atención Psicosocial, Centro Andino de Investigaciones Antropológico Forenses, Comité Internacional de la Cruz Roja. Hasta 2010, la Mesa participa en la elaboración y validación del “Consenso Mundial de principios y normas mínimas sobre trabajo psicosocial en procesos búsqueda e investigaciones forenses para casos de desapariciones forzadas, ejecuciones arbitrarias o extrajudiciales”.
Esta Mesa de trabajo también tuvo a su cargo la redacción del borrador del que ahora es el Documento Técnico del Ministerio de Salud: “Lineamientos sobre acompañamiento psicosocial en procesos de búsqueda de personas desaparecidas en casos de graves violaciones de los derechos fundamentales”, solicitado por la Dirección Nacional de Salud Mental y Cultura de Paz del Ministerio de Salud y aprobado en abril de 2012. Este documento regula la actuación del personal de los servicios de salud peruanos para la atención de los familiares de las personas desaparecidas.
En 2012 la Mesa de Trabajo sobre Búsqueda de Personas Desaparecidas y la Comisión de Justicia y Derechos Humanos del Congreso de la República organizan el seminario conjunto “Análisis y propuestas sobre políticas de Estado para la búsqueda de personas desaparecidas” en el que se logra un consenso de política pública para la búsqueda de personas desaparecidas en el Perú durante el conflicto armado 1980 – 2000.
Al año siguiente, en respuesta al consenso expresado por todas las partes involucradas en la problemática de los familiares de las personas desaparecidas en el Perú, el Ministerio de Justicia crea un grupo de trabajo para el diseño de una Ley de Búsqueda de Personas Desaparecidas en el Perú 1980-2000. Acompañar este proceso desde las organizaciones de familiares fue la misión de la Campaña Reúne.

### Promulgación de la ley
En mayo de 2014 el consejo de coordinación viceministerial mostró su conformidad con que el proyecto de ley fuera agendado en una sesión del Consejo de Ministros. En febrero de 2015 se agendó su discusión en esta instancia, pero la renuncia del Ministro de Justicia Daniel Figallo detuvo el proceso. Para octubre de 2015 un proyecto modificado fue nuevamente aprobado por el consejo de coordinación viceministerial. Antes de que fuera agendado para la reunión del Consejo de Ministros, se produjo la renuncia del ministro Gustavo Adrianzén.
Finalmente, el proyecto de ley fue dejado en suspenso por el Ministerio de Justicia y derechos Humanos. Una nueva versión del proyecto de ley, con ligeras modificaciones fue presentado al Congreso de la República por la Defensoría del Pueblo. Sustentado por la congresista Marisol Pérez Tello, presidenta de la Comisión de Justicia y Derechos Humanos, el 26 de mayo de 2016 se logró su aprobación en el Congreso de la República del Perú.
El 22 de junio de 2016 el Presidente de la República del Perú Ollanta Humala promulgó la Ley. Publicada en el diario oficial El Peruano, la ley recibió el Número de Ley 30470. El presidente Ollanta Humala publicó en su cuenta oficial de Twitter “El gobierno promulga la Ley de Búsqueda de Personas Desaparecidas, en el afán de dar justicia a las familias afectadas por la violencia”.

## Estrategias de la Campaña Reúne
El reto de la campaña Reúne fue definir un lenguaje y repertorio de imágenes nuevos para comunicar los objetivos del Proyecto de Ley y la naturaleza humanitaria de la demanda de los familiares de personas desaparecidas en el Perú entre 1980-2000.
En la primera etapa de la campaña, el objetivo fue ejercer presión pública para que el Ministerio de Justicia y Derechos Humanos envíe al Congreso el proyecto de ley de búsqueda de personas desaparecidas.
En un segundo momento, el objetivo de incidencia fue visibilizar la posición de los congresistas de diversas bancadas a fin de comprometer públicamente su posición a favor de la ley ante una eventual votación de la misma en el Pleno del Congreso.

### Conceptos utilizados en la Campaña Reúne
Sobre desaparición se usó la definición del Reglamento de Inscripción en el Registro Único de Víctimas de la Violencia a cargo del Consejo de Reparaciones, en el que dice:
Se entiende por “desaparición forzada” a la privación de libertad de una persona, cualquiera que fuere su forma, que pueda ser atribuible a miembros de organizaciones subversivas o a agentes del Estado, seguida por la falta de información o la negativa a reconocer la privación de libertad o de informar sobre el paradero de la persona, de modo que tal ausencia de información o negativa impida el ejercicio de los recursos legales o mecanismos procesales pertinentes, siempre y cuando dicha condición persista en la actualidad. También están comprendidas dentro de esta definición las desapariciones forzadas respecto de las cuales, de una u otra forma, exista certeza de la muerte de la víctima, aunque no hayan sido encontrados o identificados sus restos.

#### Cifras
En la actualidad no existe una cifra cerrada oficial de los casos de personas desaparecidas. Precisamente por ello es una obligación de la Ley que se implemente un Registro Nacional de Personas Desaparecidas y Sitios de Entierro. Sin embargo, dada la complejidad del tema se usaron las cifras del Instituto de Medicina Legal del Ministerio Público que para el 2012 sumaba a 15,731 personas desaparecidas.
En un segundo momento, el objetivo de incidencia fue visibilizar la posición de los congresistas de diversas bancadas a fin de comprometer públicamente su posición a favor de la ley ante una eventual votación de la misma en el Pleno del Congreso.

#### Omisiones
Si bien la Comisión de la Verdad y la Reconciliación (CVR)  usa el concepto Conflicto Armado Interno, el uso más popular prefiere el de Época del Terrorismo. La campaña Reúne no se plantea investigar ni definir cuestiones teóricas y, busca ser un espacio de diálogo entre los familiares de personas desaparecidas y la comunidad por tal motivo evita confrontaciones. Es así, que se elige el concepto de violencia y se omiten nombrar a los perpetradores o describir con detalle los casos de las desapariciones por herir susceptibilidades por el nivel de extrema violencia.

#### Mensajes difundido en Reúne
- Familias que buscan
- Un país que busca
- El amor nos reúne

#### Publicaciones (Facebook)
Se abarcaron distintos lineamientos para las publicaciones (dos diarias), entre ellas:

#### Testimonios. Acercar la voz de los familiares a la comunidad.
1. Zósimo Tenorio Prado
2. Modesto Huamaní

#### Convocatoria a artistas y poetas
Artistas gráficos, poetas, escritores, músicos, periodistas, actores y deportistas apoyaron la campaña Reúne. 